# صفرونيوس
صفرونيوس (560 في دمشق - 11 مارس 638 في القدس) ([Σωφρόνιος في اليونانية) كان بطريرك الكنيسة الأرثوذكسية في القدس من 634 وحتى وفاته. تم تبجيله كقديس في الكنيسة الأرثوذكسية الشرقية والكنيسة الكاثوليكية. قبل ترقيته كبطريرك على كرسي أورشليم، كان راهباً ولاهوتياً والمدافع الأول في التعاليم الأرثوذكسية حول الجدل العقائدي الدائر حول الطبيعية الأساسية ليسوع وأفعاله الإرادية. وهو من سلم مفاتيح القدس للمسلمين

## روابط خارجية
- صفرونيوس على موقع الموسوعة البريطانية (الإنجليزية)